# Cladopsammia
Cladopsammia es un género de corales perteneciente a la familia  Dendrophylliidae, orden Scleractinia. 
Posee esqueleto externo compuesto de carbonato cálcico, pero sus especies no poseen zooxantelas, las algas simbiontes que conviven con la mayoría de los corales del orden Scleractinia.

## Especies
Este género contiene las siguientes especies:
- Cladopsammia echinata. Cairns, 1984
- Cladopsammia eguchii. (Wells, 1982)
- Cladopsammia gracilis. (Milne Edwards & Haime, 1848)
- Cladopsammia manuelensis. (Chevalier, 1966)
- Cladopsammia rolandi. Lacaze-Duthiers, 1897
- Cladopsammia willeyi. (Gardiner, 1899)

## Morfología
El género forma pequeñas colonias faceloides, conformadas por reproducción extratentacular, desde un coenosteum basal común, o desde la zona más baja de los coralitos. Los coralitos son grandes, usualmente de forma oval, de unos 12 por 10 mm de diámetro calicular;  carecen de lóbulos paliformes y tienen la columela esponjosa. El teca, o muro exterior, es poroso. Los septa están dispuestos hexameralmente en 5 ciclos, y suelen ser 96. Los costa están bien definidos y tienen un ancho de unos 0,3 mm.
El tejido que recubre el esqueleto, el coenosteum, así como el disco oral y los tentáculos, es de color naranja, rojo, lima o rosa. En ocasiones de color blanco translúcido. 
Los tentáculos de sus pólipos presentan células urticantes, denominadas nematocistos, empleadas en la caza de presas de zooplancton. 

## Alimentación
Al no poseer zooxantelas, se alimentan exclusivamente del plancton que capturan con sus tentáculos durante la noche, y de materia orgánica disuelta en el agua. 

## Reproducción
Producen larvas pelágicas nadadoras, tras fertilizar externamente los huevos. Las larvas deambulan por la columna de agua, normalmente en un área próxima, antes de metamorfosearse en pólipos que se adhieren al sustrato y generan un esqueleto, comenzándo su vida sésil. Posteriormente se reproducen asexualmente, dando origen a la nueva colonia.

## Hábitat y distribución
El género puede ser encontrado en aguas subtropicales y tropicales. Se distribuye en el Indo-Pacífico y el Atlántico, incluido el mar Mediterráneo.
Su rango de profundidad es de 3 a 570 m, y el de temperatura entre 9.00 y 25.01 °C.
Suele encontrarse en sustratos rocosos, adherido a rocas o esqueletos de corales. Tanto expuesto a fuertes corrientes, como en aguas tranquilas.